# Marschweg-Stadion
Le Marschweg-Stadion est un stade de football allemand situé dans la ville d'Oldenbourg, en Basse-Saxe.
Le stade, doté de 15 200 places et inauguré en 1951, sert d'enceinte à domicile à l'équipe de football du VfB Oldenburg ainsi qu'à l'équipe de football américain des Knights d'Oldenburg.

## Histoire
La construction d'un stade municipal dans la ville d'Oldenbourg était déjà prévue dans les années 1930, mais ne commence finalement qu'en 1948, pour être achevée en 1951.
En 1960 est construite la première tribune du stade, de 2 000 places assises.
Le record d'affluence au stade est de 32 000 spectateurs, lors d'un match nul 1-1 du VfB Oldenburg contre Hambourg SV le 9 octobre 1960.
Des athlètes de classe mondiale tels que la sprinteuse Annegret Richter, les champions du saut en hauteur Carlo Thränhardt et Dietmar Mögenburg, et le lanceur de javelot Klaus Tafelmeier ont participé au festival sportif d'inauguration de la première piste synthétique le 13 septembre 1980.
Le stade accueille depuis 1991 les matchs à domicile de la plus importante équipe locale de la ville, le VfB Oldenburg (qui évoluait auparavant au Stadion Donnerschwee).
En 1996 est agrandie la tribune, qui passe à 4 600 places (rénovations pour un coût de 4 millions €). Un toit de 3 000 m2 recouvre toute la tribune.
La nouvelle piste d'athlétisme est inaugurée le 18 juillet 2012 par Gerd Schwandner, le maire de la ville.
Depuis 2017, l'équipe de football américain des Knights d'Oldenbourg évolue à domicile au Marschweg-Stadion, après un match test devant 1 300 spectateurs en 2016.
Aujourd'hui, le stade a officiellement une capacité de 15 200 spectateurs avec 4 500 places assises couvertes et 10 700 places debout non couvertes.
Le Marschweg-Stadion a également accueilli de nombreuses compétitions locales et nationales d'athlétisme.

## Événements
- 1967 : Championnats d'Allemagne d'athlétisme de la jeunesse
- 1973 : Championnats d'Allemagne d'athlétisme de la jeunesse
- 1982 : Championnats d'Allemagne d'athlétisme juniors
- 1985 : Championnats d'Allemagne d'athlétisme de la Police

## Galerie

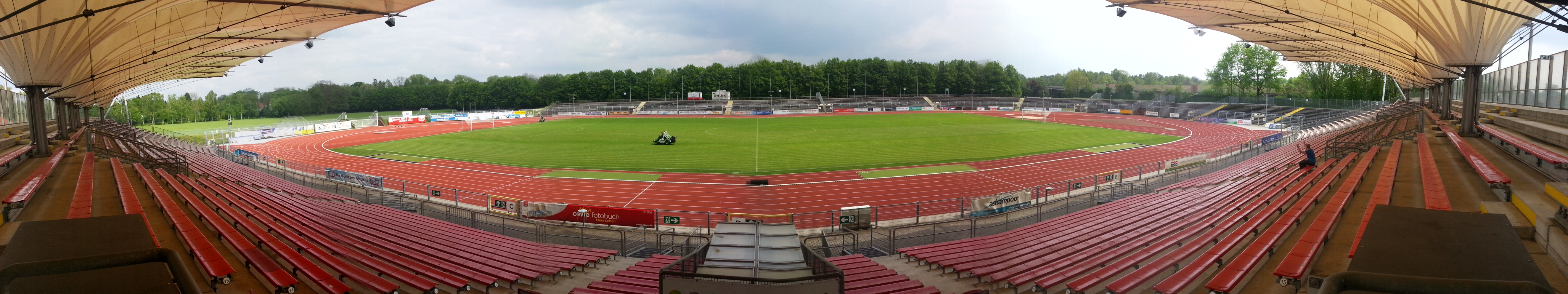
Vue panoramique du stade depuis les tribunes